# Rodgau
Rodgau è una città tedesca di 46 426 abitanti, situata nel land dell'Assia.